# Francesco Gazzaneo
Francesco Gazzaneo (Bologna, 22 dicembre 1965) è un dirigente sportivo ed ex calciatore italiano, di ruolo mediano.

## Carriera

### Giocatore

Gazzaneo all'Avellino nel 1988, ostacolato dal cesenate Sanguin.

Di origini calabresi, il padre era originario di Belvedere Marittimo. in provincia di Cosenza, muove i primi passi calcistici prima a Vicenza e poi a Molinella, in provincia di Bologna.
Ha iniziato la carriera nel Bologna quando i rossoblù militavano in Serie C1. Con la squadra della sua città conquista la promozione in Serie B. Resta al Bologna nelle successive due stagioni, entrambe giocate nei cadetti. Gazzaneo è titolare della squadra felsinea.
Nel 1986, in Serie A, è ingaggiato dall'Avellino. Con gli irpini gioca due campionati, esordendo in Serie A il 21 settembre 1986 in Juventus-Avellino (3-0). Nella prima stagione totalizza 17 presenze, nella seconda gioca 29 partite mettendo a segno (primo e unico suo gol in serie A), all'ultima giornata della stagione 1987-1988 (Inter-Avellino 1-1), l'ultima rete messa a segno dagli irpini in A. Il campionato dell'Avellino si conclude con la retrocessione in Serie B dopo dieci anni consecutivi in A. Ingaggiato in Serie A dal Pisa, a fine stagione rimedia un'altra retrocessione.
Nel 1989 torna a giocare in Serie C1 con l'Empoli e a novembre del 1990 è acquistato dal Cosenza, in Serie B. Con la squadra calabrese disputa quattro campionati di Serie B. In rossoblù segna 3 gol in 76 partite, prima di terminare la sua carriera agonistica.

### Dirigente
Dopo diversi anni diventa presidente onorario del Molinella.